# Maria Teresa Maia Gonzalez
Maria Teresa Maia Gonzalez (Coimbra, 17 de Junho de 1958) é uma escritora portuguesa

## Biografia
Licenciada em economia, línguas e Literaturas Modernas. Variante de Estudos Franceses e Ingleses, pela Faculdade de Letras da Universidade de Lisboa, foi professora de língua portuguesa de 1982 a 1997, no ensino oficial e particular.
Tem vários livros editados, nomeadamente, Gaspar & Mariana, A Fonte dos Segredos, O Guarda da Praia, O Incendiário Misterioso, A Lua de Joana (o seu maior sucesso editorial), Histórias com Jesus, A Cruz Vazia.
É autora da colecção Profissão Adolescente, da qual, com 26 títulos publicados, já foram vendidos mais de 410.000 exemplares.
É ainda, com Maria do Rosário Pedreira, co-autora da Colecção O Clube das Chaves, de que se publicaram 21 volumes, a maioria dos quais com várias edições.
Recentemente também começou a escrever, uma colecção de peças de teatro, chamada "Um Palco na Escola" para serem representadas nas escolas que já começam a ser levadas a cena em várias escolas do país.
Os seus livros são um sucesso entre os mais jovens e já ganhou prémios de literatura. Maria Teresa Maia Gonzalez faz parte do restrito grupo de autores com mais de um milhão de livros vendidos em Portugal.
A Editorial Presença publicou também o seu livro Voa comigo!. Editou vários livros na Paulinas Editora www.paulinas.pt
Candidata ao prémio literário sueco Astrid Lindgren (ALMA) 2016, que distingue a literatura e ilustração para a infância e a promoção da leitura, anunciou a organização.
No dia 29 de Setembro de 2016, data do Feriado Municipal de Fornos de Algodres, houve a atribuição de um topónimo à Biblioteca Municipal de Fornos de Algodres “Biblioteca Municipal Maria Teresa Maia Gonzalez”.

## Obras
- Gaspar & Mariana, 1991
- A fonte dos segredos, 1993
- A Lua de Joana, 1994
- O guarda da praia, 1996
- O incendiário misterioso, 1996
- Histórias com Jesus, 1998
- A cruz vazia, 2000
- Retratos imperfeitos, 2001
- "Anti-bonsai: contos", 2001
- Contemplação da coroa, 2002
- Em casa do Vasco, 2002
- O pai no tecto, 2003
- Os herdeiros da Lua de Joana, 2003
- Pedro e o Papa, 2003
- O amigo do computador, 2004
- A rapariga voadora, 2004
- Os pés que anunciam a paz, 2004
- Quase adolescente, 2005
- Histórias do céu, 2005
- Bicho em perigo, 2005
- Os campistas, 2005
- Recados da mãe, 2006
- Judas, o Cireneu e eu, 2006
- Voa comigo!, 2006
- Ser invulgar, 2006
- Boas férias, Miguel!, 2006
- A história dos brincos de penas, 2006
- O clube dos actores, 2006
- Margarida na lua, 2007
- Sempre do teu lado, 2007
- A menina que voava, 2007
- Dedos com música, 2007
- Um sonho de presente, 2008
- A avó e eu, 2008
- Mariana e a escama de cristal, 2008
- A missão de Francisco, 2016
- Recados da mãe, 2013

Colecção profissão Adolescente
1. "Dietas e borbulhas", 1996
2. "O Geniozinho", 1996
3. "Ricardo, o radical", 1996
4. "A Ana passou-se!", 1997
5. "Poeta (às vezes)", 1997
6. "A Sara mudou de visual", 1998
7. "Pedro, olhos de águia", 1998
8. "O Tiago está a pensar", 1998
9. "Parabéns, Rita!", 1999
10. "Um beijo no pé", 1999
11. "A viagem do Bruno", 1999
12. "O álbum de Clara", 2000
13. "Estrela à chuva", 2000
14. "Alguém sabe do João?", 2000
15. "Noites no sótão", 2001
16. "O irmão de Joana", 2001
17. "Inês e o ministro da educação", 2001
18. "Em casa do Vasco", 2001
19. "Tomás e Bianca", 2002
20. "Tão cedo, Marta!", 2002
21. "O Salvador", 2002
22. "O ombro de Cláudia", 2003
23. "Raimundo", 2003
24. "Entre irmãs", 2003
25. "David, um herói entre chamas", 2004
26. "A família de Nazaré", 2004

### Livros Editados na Paulinas Editora
- "Mudança radical (2.ª edição)" (2009, Paulinas Editora, coleção O espírito da quinta)
- "Mistério da árvore branca (O)" (2.ª edição) (2009, Paulinas Editora, coleção O espírito da quinta)
- "Nova escola (A)" (2.ª edição) (2009, Paulinas Editora, coleção O espírito da quinta)
- "Irmão sol irmã lua" (2010, Paulinas Editora, coleção O espírito da quinta)
- "Partilhar" (2010, Paulinas Editora, coleção O espírito da quinta)
- "Natal na quinta (O)" (2011, Paulinas Editora, coleção O espírito da quinta)
- "Nevão (O)" (2012, Paulinas Editora, coleção O espírito da quinta)
- "Mãe e eu (A)" (4.ª edição) (2008, Paulinas Editora, coleção A minha família e eu)
- "Pai e eu (O)" (4.ª edição) (2008, Paulinas Editora, coleção A minha família e eu)
- "Avó e eu (A)" (4.ª edição) (2008, Paulinas Editora, coleção A minha família e eu - também publicado em Itália)
- "Avô e eu (O)" (3.ª edição) (2008, Paulinas Editora, coleção A minha família e eu)
- "Deus e eu (3.ª edição)" (2008, Paulinas Editora, coleção A minha família e eu)
- "Meu irmão e eu (O)" (2.ª edição (2008, Paulinas Editora, coleção A minha família e eu)
- "Minha irmã e eu (A)" (3.ª edição) (2008, Paulinas Editora, coleção A minha família e eu)
- "Tia e eu (A)" (2.ª edição) (2009, Paulinas Editora, coleção A minha família e eu)
- "Tio e eu (O)" (2009, Paulinas Editora, coleção A minha família e eu)
- "Prima e eu (A)" (2009, Paulinas Editora, coleção A minha família e eu)
- "Primo e eu (O)" (2009, Paulinas Editora, coleção A minha família e eu)
- "Vem rezar comigo (2.ª edição)" (2009, Paulinas Editora)
- "Esperar Jesus com Maria (2.ª edição)" (2013, Paulinas Editora)
- "AMICUS, o meu cão" (2014, Paulinas Editora, coleção Amigos naturais)
- "BOTAS, o meu gato" (2014, Paulinas Editora, coleção Amigos naturais)
- "Um cavalo que eu sonhei" (2014, Paulinas Editora, coleção Amigos naturais)
- "O meu pinheiro de Natal" (2014, Paulinas Editora, coleção Amigos naturais)
- "Carolina e os pássaros" (2015, Paulinas Editora, coleção Amigos naturais)
- "Um peixinho no meu quarto" (2015, Paulinas Editora, coleção Amigos naturais)
- "Quero dizer-Te: Obrigado!" (2015, Paulinas Editora, coleção Cuidar & Curar)

### Livros Editados na PI-Babel
- "A casinha na praia", 2010
- "Memória de elefante e outras fábulas de perder e ganhar", co-autoria com Margarida Fonseca Santos e Rita Vilela (2011, PI-Babel)
- "O tubarão vegetariano e outras fábulas de perder e ganhar", co-autoria com Margarida Fonseca Santos e Rita Vilela (2011, PI-Babel)

O Incendiário misterioso 1996 edição de [Maria Treza Maia Gonzales]